# Taizo Kavamoto
Taizo Kavamoto (japonsko 川本 泰三), japonski nogometaš, * 7. januar 1914, Aiči, Japonska, † 20. september 1985.
Za japonsko reprezentanco je odigral 9 uradnih tekem.